# سسک کلاه‌سیاه
سسک کلاه‌سیاه (نام علمی: Setophaga striata)، پرنده‌ای از تیره چکاوک‌های بر جدید است. فرقِ سر سیاه و لُپ‌های سفید و نوارهای سفید روی بال مشخصه ظاهری این پرنده است. سسک کلاه‌سیاه در جنگل‌های آمریکای شمالی زادآوری می‌کند و در فصل زمستان به آمریکای جنوبی و سواحل دریای کارائیب مهاجرت می‌کند.
این پرنده یکی از عجیب‌ترین شیوه‌های مهاجرت را دارد. آن‌ها در ابتدای پاییز به‌طور میانگین ۲۵۰۰ کیلومتر پرواز بی‌وقفه و بدون استراحت را در طول ۶۲ ساعت از روی اقیانوس اطلس انجام می‌دهند تا به خانه زمستانی خود برسند.
سسک کلاه‌سیاه، پرنده‌ای کوچک به طول بدن ۱۲٫۵ تا ۱۵ سانتیمتر و وزن حدود ۱۲ تا ۱۵ گرم است. مسیر مهاجرت آن‌ها در سال ۲۰۱۵ کشف شد. محققان دانشگاه انتاریو برای این کار از دستگاه‌های نورسنج نیم گرمی استفاده کردند که بر پشت این جانوران نصب شده بود و با اندازه‌گیری نور خورشید طول و عرض جغرافیایی محل حضور آنها مشخص می‌شد.
این پرنده عمدتاً حشره‌خوار است و رژیم غذایی متنوعی شامل لارو و نمونه‌های بالغ حشرات و عنکبوتیان دارد. در زمستان از میوه درختان هم استفاده می‌کند. معمولاً در شاخه‌های بالایی درختان حضور دارد و گاهی نیز حشرات را در هوا شکار می‌کند.